# Hermann Milius
Hermann Milius (* 10. April 1903 in Schönebeck (Elbe); † 16. Juli 1979 in Magdeburg) war ein deutscher Sportfunktionär. Er war erster Präsident des Deutschen Handballverbandes der Deutschen Demokratischen Republik (DDR) und gehörte dem Rat der Internationalen Handball-Föderation an.

## Leben

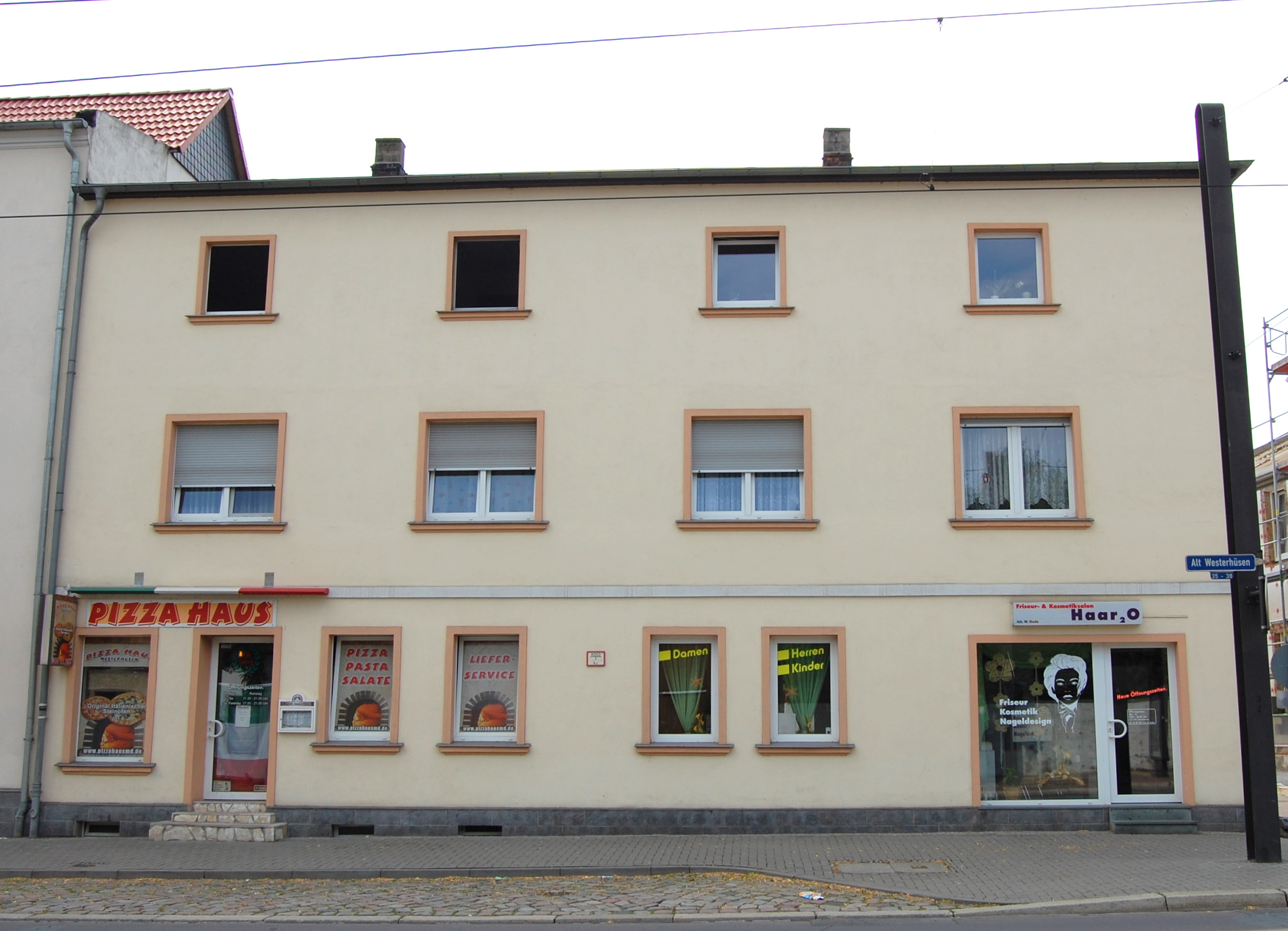
Wohnhaus Alt Westerhüsen 35, Aufnahme 2010

Milius wurde als Sohn des Schiffzimmermanns August Milius geboren. Er besuchte von 1909 bis 1917 die Volksschule Westerhüsen in Magdeburg-Westerhüsen. Von 1918 bis 1945 arbeitete er als Dreher und Bohrer. Er lebte zumindest im Zeitraum der 1930er/1950er in Westerhüsen an der Adresse Alt Westerhüsen 35.
Er engagierte sich im Arbeitersport und begann ab 1923 erste Handballmannschaften für Magdeburger Arbeitersportvereine auszubilden. Zur 1. Arbeitersportolympiade 1925 in Frankfurt/Main war er Betreuer der Landes-Handballauswahl des Arbeiter-Turn- und Sportbundes (ATSB). Durch seine Arbeit wurde Magdeburg im Handballarbeitersport zu einem der wichtigsten Zentren.
Nach dem Ende des Zweiten Weltkriegs gründete Milius, der der SPD angehörte, gemeinsam mit Erich Sichting (KPD) und dem Parteilosen Rudi Fritz bereits im August 1945, mit Einverständnis der sowjetischen Militärkommandantur, das städtische Sportamt der Stadt Magdeburg. Ab 1948 wurde er dann Leiter des Kreissportausschusses der Stadt. Sein wichtigstes Betätigungsfeld blieb der Handball. Er war eines der Gründungsmitglieder der Sektion Handball im Deutschen Sportausschuss der DDR. 1955 wurde er Vizepräsident des Deutschen Handballverbandes der DDR, 1957 übernahm er das Amt des Präsidenten. Am 21. Juni 1958 wurde er zum Präsidenten des neu gegründeten DDR-Handballverbandes gewählt. Im Jahr 1964 erfolgte seine Wahl in den Rat der Internationalen Handball-Föderation. 1976 wurde er dort zum Ehrenmitglied ernannt.